# Lisu

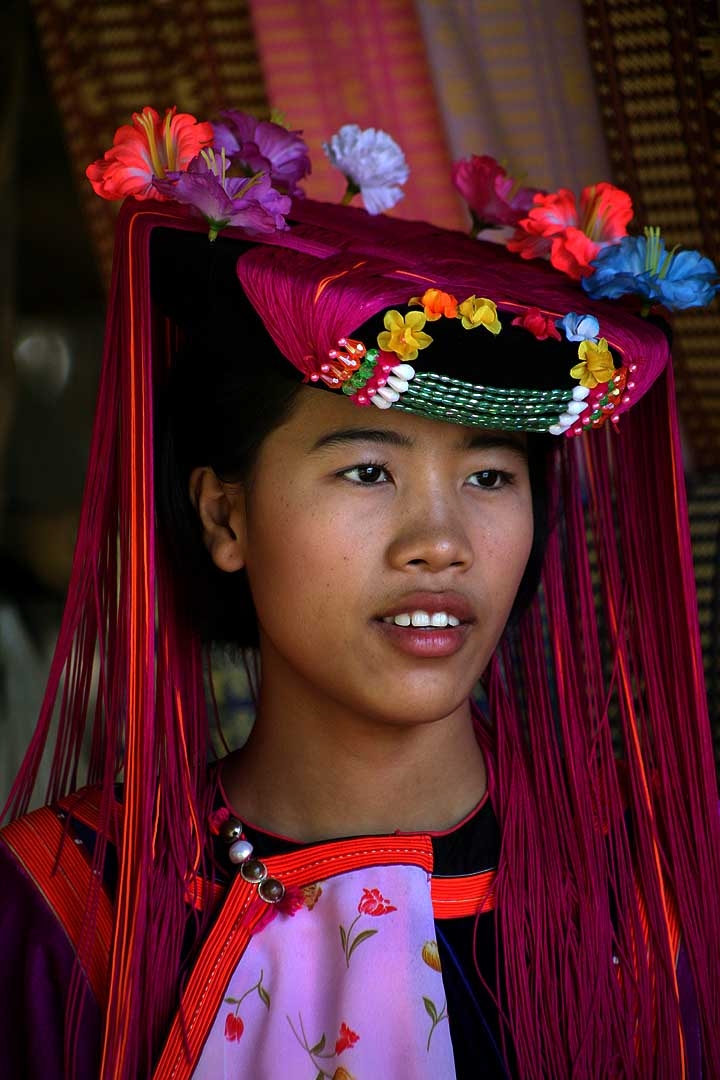
Jeune femme Lisu en Thaïlande

Le peuple Lisu (ou lissou) est un groupe ethnique qui réside en Chine, au Myanmar (Birmanie), en Thaïlande, et dans l’état indien de l’Arunachal Pradesh. Leur origine est probablement la partie orientale du Tibet.
Les Lisu sont un des 56 groupes ethniques officiellement reconnus par la république populaire de Chine. En Chine ils sont recensés au nombre de 634 912 et la plupart d’entre eux vivent dans les districts de Lijiang, Fugong, Gongshan et Liushui dans la préfecture autonome lisu de Nujiang au nord-ouest de la province du Yunnan. Les autres sont dispersés dans les préfectures de Lijiang, Baoshan, Deqing, Dehong, Dali, Chuxiong au Yunnan ainsi que dans les districts de Xichang et de Yanbian dans la province du Sichuan, vivant en petites communautés au milieu des ethnies Han, Bai, Yi et Naxi.
On compte 30 000 Lisus en Thaïlande, où ils font partie des « tribus des collines », et 250 000 dans l'État de Kachin, en Birmanie.

## Histoire

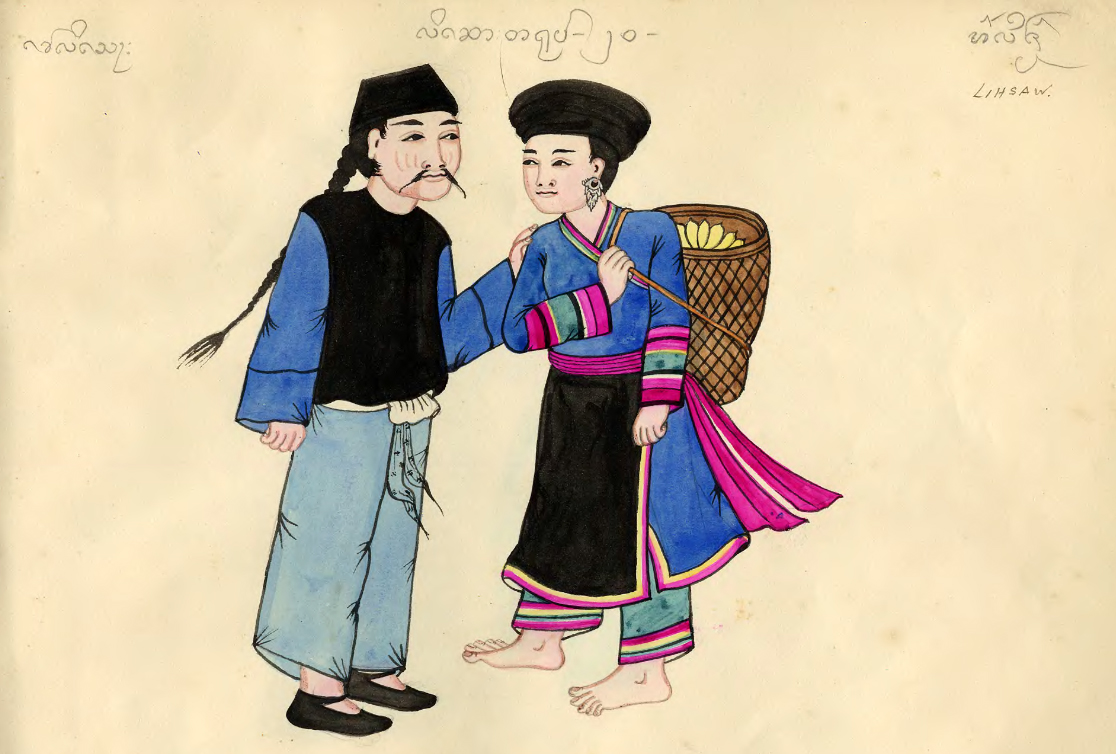
Un couple Lisu, illustration d'un manuscrit birman, vers 1900

Selon les témoignages et des légendes les ancêtres du peuple Lisu vivaient le long des rives de la rivière Jinsha et furent soumis aux deux puissantes tribus « Wuden » et aux « Lianglin ». Après le XIIe siècle, le peuple Lisu passa sous l’administration préfectorale de Lijiang de la dynastie Yuan, puis de la dynastie Ming.
Durant les années 1820, le gouvernement Qing envoya des émissaires à Lijiang, Yongsheng et Huaping, où Les Lisus vivaient en communautés importantes, pour remplacer les chefs héréditaires Naxi et Bai. Cela transforma le système seigneurial féodal et permit un meilleur contrôle de la cour des Qing sur les Lisu et les autres minorités ethniques.
Pendant longtemps les Lisus furent opprimés et eurent des conditions de vie misérables, ce qui les conduisit à mener de nombreuses luttes contre leurs oppresseurs.
Les Lisus commencèrent à émigrer hors de Chine au XXe siècle.

## Coutumes

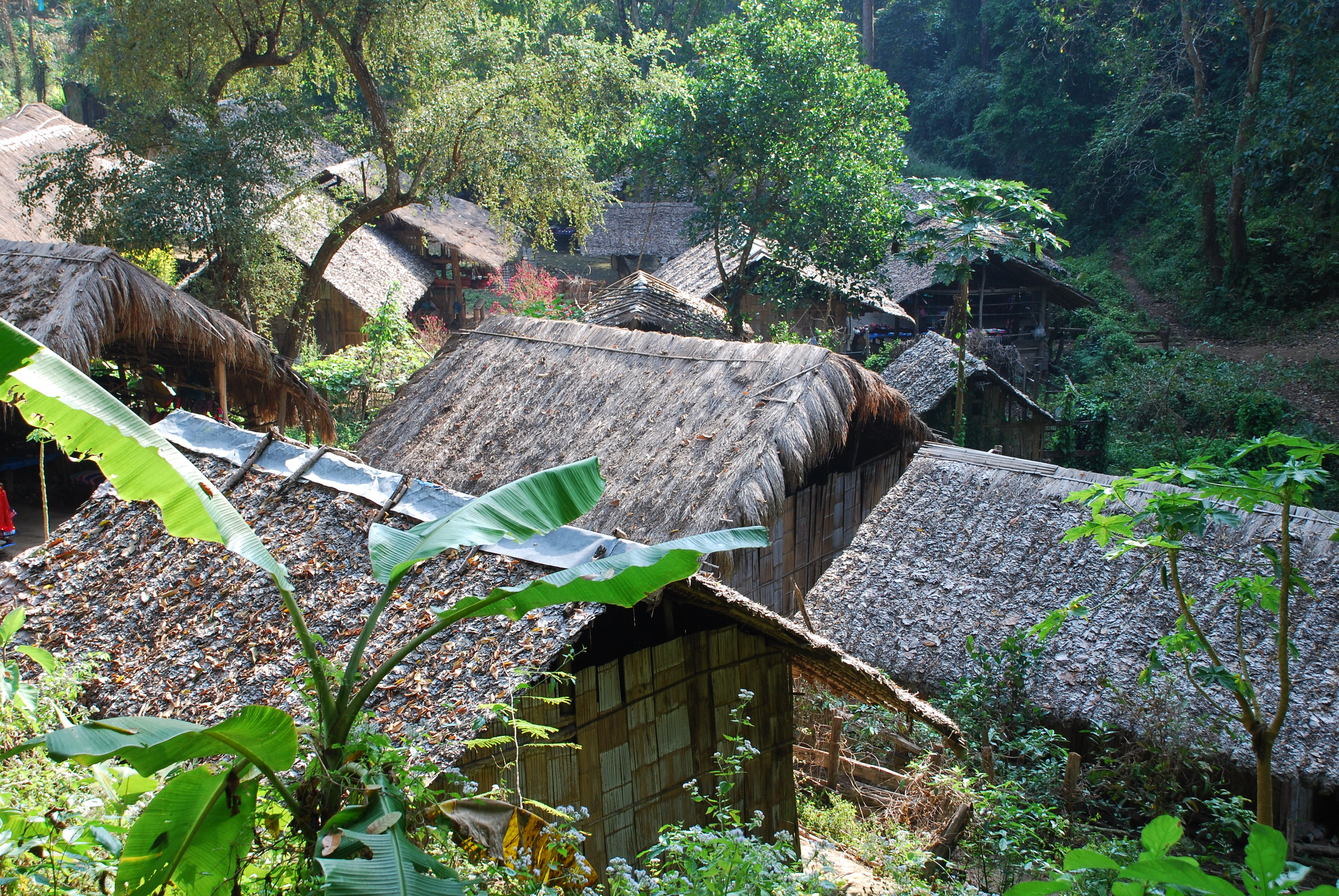
Village Lisu en Thaïlande.

Les villages Lisu sont en général établis près des rivières, l’eau ayant des pouvoirs particuliers. Ils possèdent deux types de maisons : Certaines avec une structure en bois, les quatre côtés étant formés de pièces de bois de 12 pieds de long, le toit étant fait de planches, ressemblent à des boîtes ; d’autres ont une structure de bambou, supportée par 20 ou 30 pieux avec un toit en chaume ou en bois. Au centre de la maison il y a l’âtre.
Traditionnellement les Lisus vivent de l’agriculture, cultivant du riz, des fruits et des légumes. En dehors de Chine ils ont aussi cultivé le pavot pour produire de l’opium, bien que cette pratique tende à disparaître en raison des pressions internationales. Malgré cela une petite proportion de Lisu est droguée à l’opium.
L’esclavage a existé dans la région de la rivière Nujiang entre le XVIe siècle et le XXe siècle. Les esclaves étaient considérés comme membres de la famille ou «enfants adoptés». Ils vivaient, mangeaient et travaillaient avec leurs maîtres et pouvaient racheter leur liberté. Les maîtres pouvaient acheter ou vendre des esclaves mais n’avaient pas le droit de vie ou de mort sur eux.
En général les femmes portent des tuniques colorées qui leur tombent aux genoux avec une ceinture noire, et des pantalons bleus, noirs ou verts. Les manches et les poignets sont brodés de bandes étroites bleues, vertes et jaunes. Les hommes portent des pantalons amples, souvent en couleurs voyantes, et des chemises plutôt occidentales.

## Langue
La langue des Lisu appartient au groupe dit "lolo-birman" de la branche tibéto-birmane des langues sino-tibétaines. En Chine, une forme écrite a été construite en 1957.
Les Lisu de Thaïlande ont leur propre langage qui s’est développé depuis des décennies et qui a adopté des mots des langages de leur pays d’adoption. Cela rend difficile la communication entre Lisu de pays voisins. Les Lisu de Thaïlande n’ayant pas de langue écrite, ils se passent leur histoire de génération en génération sous la forme d’un chant. Aujourd’hui, le chant est si long qu’il peut prendre plus d’une semaine à chanter.